# گرازماهی کالیفرنیا
گرازماهی کالیفرنیا کوچک‌ترین گونه آب‌باز در جهان و نیز یکی از نادرترین آن‌هاست. به دلیل جثه کوچک، تعداد زیادی از این جانوران در تورهای شکار ماهی و میگو گیر افتاده‌اند که باعث کاهش شدید جمعیت آن‌ها شده. پس از منقرض‌شدن دلفین رودخانه‌ای چین در سال ۲۰۰۶، بیشترین توجه‌ها به این جانور به عنوان آب‌بازی در معرض انقراض شد.
این گونه با نام واکیتا نیز خوانده می‌شود که برگرفته از واژه‌ای اسپانیایی به معنای «گاو کوچک» است. واژه sinus در نام علمی این گونه واژه‌ای لاتین به معنای «تنگ و واپس‌رفته» و «خلیج کوچک» است که اشاره به گستره کوچک این گونه دارد.

## توصیف ظاهری

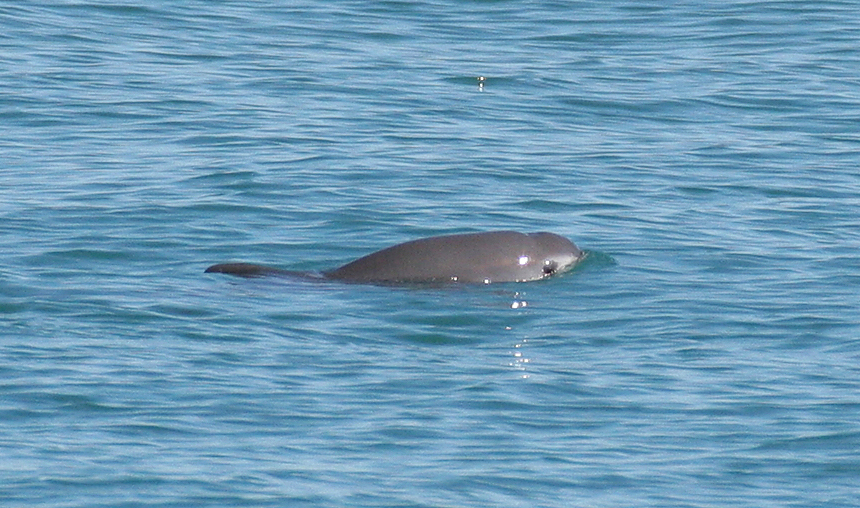
گرازماهی کالیفرنیا در شمال خلیج کالیفرنیا

گرازماهی کالیفرنیا از کوچکترین آب‌بازسانان جهان است و طول بدن آن به ۱۵۰ سانتی‌متر و وزنش به تنها ۵۰ کیلوگرم می‌رسد. از ویژگی‌های این گونه ظاهر عجیب لب‌هایش و حلقه‌های سیاه‌رنگ به دور چشمانش است. بخش بالایی بدن به رنگ خاکستری میانه تا تاریک است. بخش زیرین بدن نیز رنگی سفید تا خاکستری روشن دارد. طول باله‌های کناری نسبت به طول بدن از دیگر گرازماهیان بیشتر است. جمجمه گرازماهی کالیفرنیا از دیگر گونه‌های سرده خود کوچکتر و پوزه آن کوتاهتر است.
گرازماهی کالیفرنیا بسیار خجالتی است و مانند دلفین‌ها از سطح آب به بیرون نمی‌پرد، در عوض برای زمان بسیار کوتاهی به منظور هواگیری به سطح آب می‌آید.
بلوغ جنسی در میان ۳ تا ۶ سالگی پدید می‌آید. بیشترین زایش‌ها در بهار انجام می‌شوند و طول دوره بارداری ۱۰ تا ۱۱ ماه است. بیشترین طول عمر دیده شده در این جانوران ۲۱ سال بوده.

## گستره و جمعیت
گستره گرازماهی کالیفرنیا محدود به ناحیه شمال خلیج کالیفرنیا است. این جانور در آب‌های کم‌عمق و تیره مردابهای خط کرانه‌ای زندگی می‌کند و کمتر در آب‌هایی با ژرفای بیش از ۳۰ متر دیده می‌شود؛ در حقیقت، این آبزی می‌تواند در مرداب‌هایی آنچنان کم‌عمق به سر برد به گونه‌ای که حتا پشت بدنش بیرون از آب قرار گیرد.
واپسین بررسی‌های انجام شده بر تعداد گرازماهی کالیفرنیا در منطقه نشان می‌دهند که نزدیک به ۲۵۰ عدد (در سال ۲۰۱۱) از این گونه در طبیعت باقی مانده‌اند.
مستند برجسته و معروف دریای سایه‌ها تعداد گرازماهی های کالیفرنیا در سال ۲۰۱۸‌ را زیر ۱۵ عدد برآورد کرد که نشان دهنده وضعیت بسیار حاد این کوچکترین نهنگ دنیا است.

## مستند دریای سایه‌ها
مستندی با عنوان دریای سایه‌ها (SEA OF SHADOWS) در سال ۲۰۱۹ به کارگردانی ریچارد لدکانی و شون داگل به تهیه کنندگی لئوناردو دی‌کاپریو تهیه شد که به نقش کارتل‌های مواد مخدر مکزیک در شکار غیرقانونی و بی‌رویه گرازماهی‌های کالیفرنیا و ماهی‌های توتوبا پرداخته است. در این مستند فعالیت های غیرقانونی کارتل‌های مکزیکی و باندهای پیچیده که با درگیری های مسلحانه با‌ نیروی دریایی اقدام به شکارغیرقانونی گراز ماهی و توتوبا و قاچاق آنها به شرق آسیا بویژه کشور چین می‌کنند پرداخته شده است. در این مستند تعداد گرازماهی های کالیفرنیا (واکیتا) در سال ۲۰۱۸ زیر ۱۵ عدد برآورد شده است.  این مستند تحسین بسیاری از منتقدان را به دنبال داشت.